# شبتكو
شبتكو أو شاباتكا هو الملك النوبي الثالث في ترتيب فراعنة الأسرة الخامسة والعشرين الستة، هو ابن الفرعون بعنخي وابن اخت الفرعون شباكا وخليفته. حكم نحو 17 عاما في الفترة مابين 706 أو 707 قبل الميلاد حتى 690  قبل الميلاد وفق احدث الأبحاث الأكاديمية التي قام بها العالم دانيل خان حول نقوش تنق-أي فار. الموقع الآثري في شمال غرب إيران.
كان اسمه الملكي دجيد- كاو - رع ويعني روح رع الصبور (أو المتصبر برع)."

## تاريخ النظام
أتبع نظام الملك شبتكو في بداياته سياسة المصالحة وحسن النية مع الإمبراطورية الآشورية، وابرز مايدل علي ذلك هو قيام النظام بتسليم الملك لامني ملك اسدود الذي فر الي مصر بعد فشل ثورته ضد الملك الآشوري سرجون الثاني (750 الي 722 ق.م)، ولكن بعد وفاة الملك سرجون الثاني وتولي إبنه الملك سنحاريب مقاليد الحكم الأشوري غير الملك شبتكو سياسته تجاه الأشوريين الي الاعتراض العسكري المباشر للتمدد الآشوري في ارض كنعان.
وتظهر مسلة عثر عليها في مدينة الكوة بدنقلا شمال السودان ان الملك النوبي شبتكو هب لنجدة اورشليم، ومسلة اخري تظهر ان الملك شبتكو طلب من اخوته بما فيهم الملك طهارقة (الذي كان قائداً عسكرياً في ذلك الوقت) الحضور من بلاد النوبة بقواتهم لقتال الآشوريين. ودعم الملك القوات الكوشية بالقوات المصرية وارسلهم الي فلسطين بقيادة طهارقة فوقعت معركة التخ في عام 701 قبل الميلاد.
كذلك عرف عن نظام الملك شبتكو قيامه بإنهاء زخارف وزينة معبد اوزوريس في طيبة الذي بدء إنشائه في عهد الملك اوسكرون الثالث آخر ملوك الأسرة الثالثة والعشرين.
توفي الملك شبتكو عام 690 قبل الميلاد وخلفه علي العرش شقيقه الأصغر الملك طهارقة.

## فرضيةالوصاية
في عام 1977 قدم العالم وليام مورنين فرضية مفادها ان الملك شباكا كان وصياً. علي الملك شبتكو، مستنداً في ذلك علي مسلة عثر عليها في مدينة تيران وسميت مسلة تيران 1467 ، وتصور المسلة الملكين يجلسان معاً علي طاولة ترحيب (شباكا في الأمام وشبتكو في الخلف) يواجهان شخصين اخرين، لكن في وقت لاحق من عام 2001 م أعلن متحف توران ان هذه المسلة مزيفة واكد علي ذلك عالماء المصريات روبرت موركوت واستيفن كويرك ، وبهذا لا تصح فرضية الوصاية بهذا الدليل.
ثانياً، افترض بعض العلماء ان هذه الوصاية قائمة بالاستناد علي النقش الخامس في نقوش تسجيل مستوي منسوب النيل جاء في النص رقم 33 الذي سجل في العام الثالث لتولي شبتكو مقاليد الحكم وبعد شهر من عيد شم النسيم ان: (الملك شبتكو يذكر حضوره الملكي في معبد امون بالكرنك عندما قام امون بتتويجه بالتاج ذو الأفعي المزدوجة عند عرشه، وكذلك فعل حورس، وبالتالي فقد اكتسبت ملكيته الشرعية اللازمة).
واثار عالم المصريات الألماني جيرقن فون بيكريث جدلاً بعد مناقشته للنقوش الخاصة بالتتويج الرسمي للملك شبتكو ومقارنتها مع نقوش تحديد منسوب النيل النص رقم 30 والتي تعود لعامين من تولي شبتكو للحكم اثناء عهد الملك شباكا وهي تعتبر أول ظهور رسمي لشبتكو في مصر، وإذا صحت الفرضية فأن ذلك قد يثبت ان الملك شباكا كان وصياً علي نظام الملك شبتكو لمدة عامين.
وقد أبدي العالم الإنجليزي كينيث كيتشينز ملاحظات هامة حول مصطلح (ظهور) الذي ورد في النصوص السابقة ينطبق علي مصطلح عيد الظهور الرسمي أو الظهور الأول للملك كملك متوج، كما اكد ان الخمسة أيام الاولي التي تلي شهر شم النسيم تصادف عيد الاله امون في الكرنك، وان هذه المناسبة موثقة جيداً في حقبة الدولة الحديثة والأسرة الثانية والعشرين والعهد البلطمي، أي ان هذه الفترة تزامنت اعياد امون مع موسم فيضان النيل وزيارة الملك شبتكو لمعبد امون في الكرنك، لكن لا يوجد دليل علي بقاء الملك شبتكو ملكاً معلناً لمدة عامين لكن بلا تتويج رسمي.وقد اكد العالم وليام مارون ان ترجمة نصوص زيارة معبد امون لم يراد بها إثبات تتويج أو تنصيب للملك شبتكو ، بل إنها تسرد ظهوراً عادياً للملك في المعبد اعترافاً بنفوذ الاه وتأميناً لملكه ولطرح البركة في الأجيال القادمة، بمعني اخر ان الملك شبتكو كان ملكاً متوجاً عند زيارته للمعبد وكان الغرض من الزيارة توثيق اسمه في سجلات المعبد للمستقبل ولإكساب مزيداً من الشرعية لنظامه، ولهذا تبدو فرضية الوصاية غير واردة في الوقت الحالي.

## تطور الوقائع
في عام 1999 م تم إعادة تحليل ودراسة الاكتشاف الآثري الهام لنقوش الملك الآشوري سرجون الثاني(750 الي722 ق.م) في موقع تنقي- فار شمال غرب إيران، والتي نقشت حوالي عام 706 أو 707 ق.م.، وتظهر النقوش ان الملك شبتكو قام بتسليم لامني ملك اسدود للملك سرجون الثاني بدلاً عن الملك شباكا الذي سبقه، ويقرأ المقطع. علي هذا النحو:
(19- الملك سرجون الثاني: لامني الملك, الذي نهب مدينة أسدود وفر الي أرض مليها وعاش فيها كاللصوص، لكن شبتكو (شاباتاكا) ملك ميليها الذي سمع عن عظمة الألهة آشور ونابو ومردوخ التي أظهرتها في كل البلاد قام بإحضار لامني مقيداً في حضرتي)."
وترجع نقوش تنقي- فار للعام الخامس عشر من تولي سرجون الثاني مقاليد الحكم الآشوري، أي مابين نيسان 707 الي ازآر 706 ق.م وهذا ما يوضح ان الملك شبتكو كان حاكماً لمصر في أبريل 706 ق.م علي اقل تقدير ويحتمل قبل نوفمبر 707 لإتاحة الوقت لعملية تسليم الملك لامني ولنحت هذه النقوش نفسها. وفي نفس السياق أستبعدت فرضية موازية وهي ان يكون شبتكو نائباً للملك شباكا في ذلك الوقت وقام شخصياً بإتمام عملية التسليم بدلاً عن الملك شباكا" لكن عالم المصريات كارل جنسن وينكلن. أستبعد ذلك أيضاً في كتاب دليل دراسات الشرق: التسلسل الزمني لمصر القديمة ، الذي يعتبر اخر المنشورات الأكاديمية في هذا الشأن وقد كتب كارل الأتي:
(لاتوجد أدني إشارة بإي صيغة تفيد بأن هناك أي نوع من الوصاية تم علي ملوك الأسرة الخامسة والعشرين، فقد حكم شباكا مصر وكان شبتكو نائبه في النوبة، وبالتالي فأن فتح العلاقات الدبلوماسية مع الأشوريين واعتقال وترحيل الملك لامني ، كان يتوقع ان تكون من مهام الملك وليس نائبه، كما لا يمكن ان تذكر النقوش نائب الملك البعيد نسبياً في النوبة بدلاً عن رأس النظام في مصر إلا إذا كان شبتكو هو الحاكم الفعلي في مصر في ذلك التوقيت وتضفي وقائع عملية تسليم لامني هذه بعداً منطقياً وتزيد التأكيد علي ذلك.وكان من الثابت حتى اليوم ان الملك شباكا قام بتسليم لامني فور وصوله لمصر وتسلمه مقاليد الحكم، لكن أتضح الآن ان هذا التسليم تم بعد عامين من تسلم شبتكو مقاليد الحكم).
ومن هنا يمكن الجذم بأن نظام شبتكو قد أستمر في الفترة مابين 707 أو 706 ق.م الي 690 ق.م.
| سبقه: شباكا | ملوك كوش وملوك الأسرة الخامسة والعشرون | خلفه: طهارقة |